# إياس بن قبيصة الطائي
إياس بن قبيصة بن أبي جعفر بن النعمان بن حبيب الطائي مِن أشراف أهل الحيرة بالعراق، استعمله كسرى على الحيرة بعد قتل كسرى لحاكمها السابق النعمان بن المنذر وكان سبب اختيار كسرى لإياس ملكاً على الحيرة أن كسرى لما هرب من بهرام مر بإياس بن قبيصة، فأهدى له فرساً وجزوراً، وشكر كسرى له ذلك وظل يحفظ له هذا الصنيع حتى جاءت اللحظة التي كافأه فيها بتوليته على الحيرة، ساعد إياس كسرى في حربه ضد الروم، فوجهه كسرى أبرويز لقتال الروم بساتيدما وهو نهر يقع بالقرب من أرزن فهزمهم إياس، قاد جيوش العرب والفرس ضد بني شيبان بن ثعلبة وحلفائهم من العرب مثل قضاعة وتميم في معركة ذي قار. إياس هو من سلم الحيرة لخالد بن الوليد بعد مقاومة لحصار خالد بن الوليد لهم حتى أشرف قومه على الهلاك فرضوا بدفع الجزية وصالحوا خالداً على مئة وستين ألف درهم، وبتقديم الهدايا له ووافق على أن يكونوا عينا للمسلمين على الفرس. قال ابن خلدون في تاريخه "ولما زحف المسلمون إلى العراق ونزل خالدُ بن الوليد الحيرةَ حاصرهم بقصورها فلما أشرفوا على الهَلَكة خرج إليهم إياس بن قبيصة في أشراف أهل الحيرة واتقى مِن خالد والمسلمين بالجزية فقبلوا منه وصالحهم على مائة وستين ألف درهم وكتب لهم خالد بالعهد والأمان وكانت أول جزية بالعراق.".
بقي في الملك سبع سنين. قال ابن جرير الطبري : (ولسنة وستة أشهر من ملك إياس بعث النبي صلى الله عليه وسلم).
ومن تاريخ الطبري أن أبرويز أرسل في طلب وديعة النعمان، وكانت عند هانئ بن مسعود سيد بني شيبان، فامتنع أن يخفر ذمته، وكان فيها ثمانمائة درع، فأرسل إليهم أبرويز جيشاً من الفرس والعرب، فهجم عليهم في ذي قار، فتذامرت بكر وبنو عجل، وقاتلوا دون نسائهم. وكانت الرياسة يومئذ لحنظلة بن ثعلبة بن سيار العجلي، وهو الذي قطع ذلك اليوم وضن الهوادج لئلا تهرب العرب بنسائها إن هربوا، فسمي: مقطع الوضن؛ وضرب قبة ببطحاء ذي قار، وآلى ألا يفر حتى تفر القبة، فكادت العجم تهلك من العطش والحر، وجعلت نساء العرب يحرضن فرسانهن.
ثم إن إياداً أرسلت في الباطن إلى العرب أن تنهزم بالأعاجم، ويسرت أسباب السعادة هزيمة الفرس، وكانت وقعة ذي قار المشهورة. وقال النبي صلى الله عليه فيها: «اليوم انتصف العرب من العجم، وبي نصروا».
قال ابن جرير الطبري : (وملك الحيرة والعرب بعد إياس بن قبيصة زاذبة الفارسي سبع عشرة سنة زمن أبرويز وشيرويه بن أبرويز، وأردشير)
| سبقه النعمان بن المنذر | ''''حكم الحيرة'''' 618-609 | تبعه زاديه |